# Dilophospora alopecuri
Dilophospora alopecuri är en svampart som först beskrevs av Elias Fries, och fick sitt nu gällande namn av Elias Fries 1849. Dilophospora alopecuri ingår i släktet Dilophospora, klassen Dothideomycetes, divisionen sporsäcksvampar och riket svampar.   Inga underarter finns listade i Catalogue of Life.